# Mabini (Davao de Oro)
Mabini (Bayan ng Mabini) är en kommun i Filippinerna. Kommunen tillhör Composteladalen och ligger på ön Mindanao. Folkmängden uppgår till 32 058 invånare.
Mabini är indelat i 11 barangayer.

## Bildgalleri

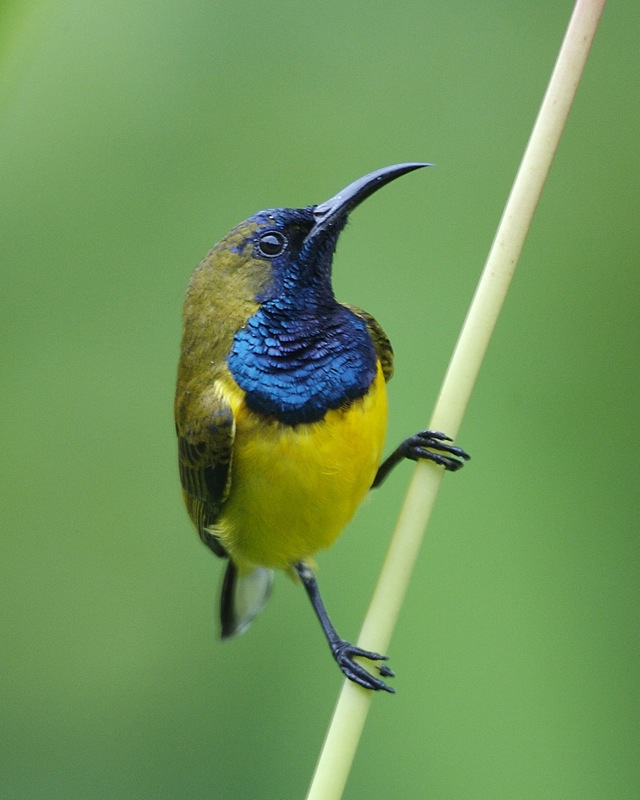
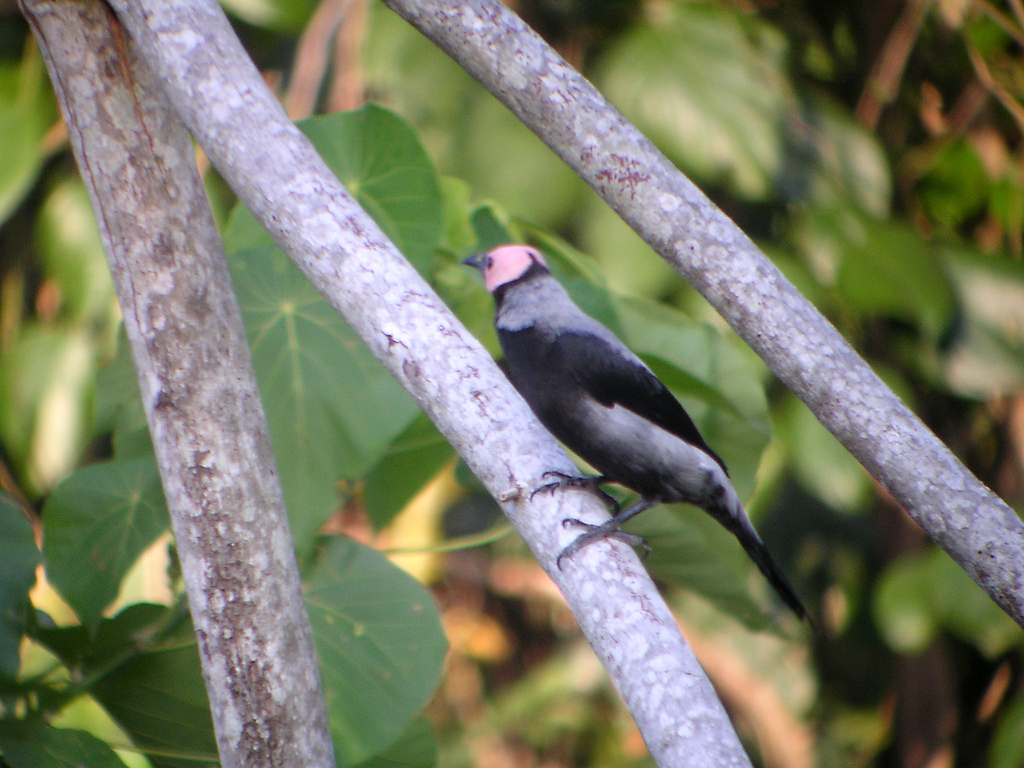
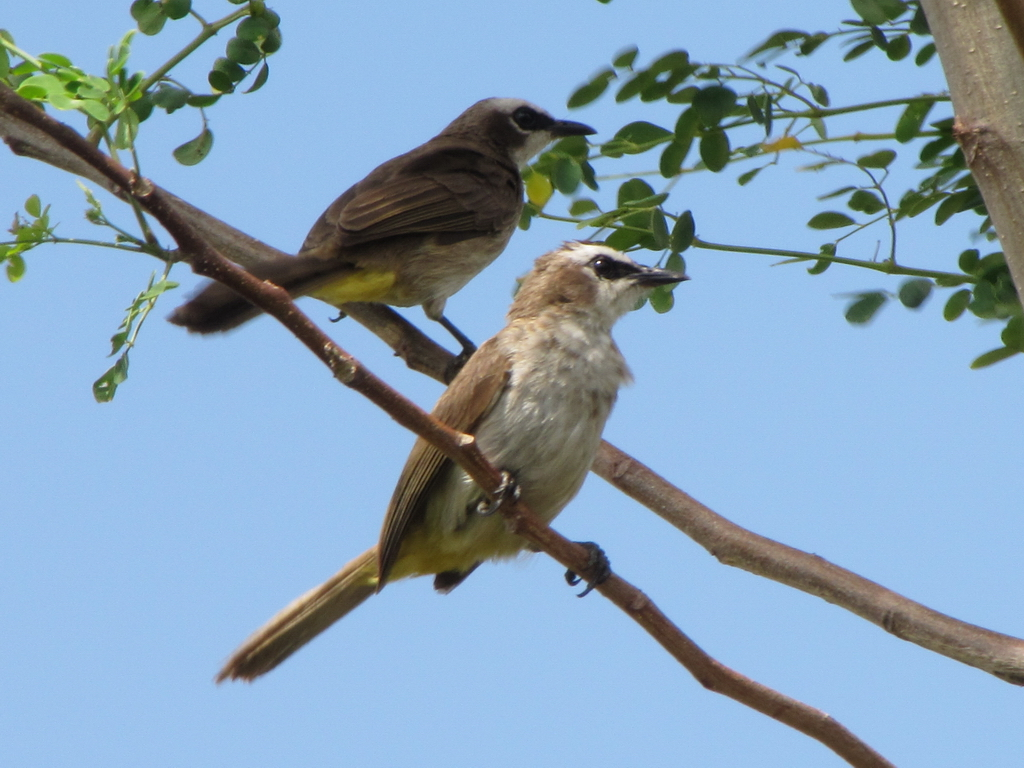
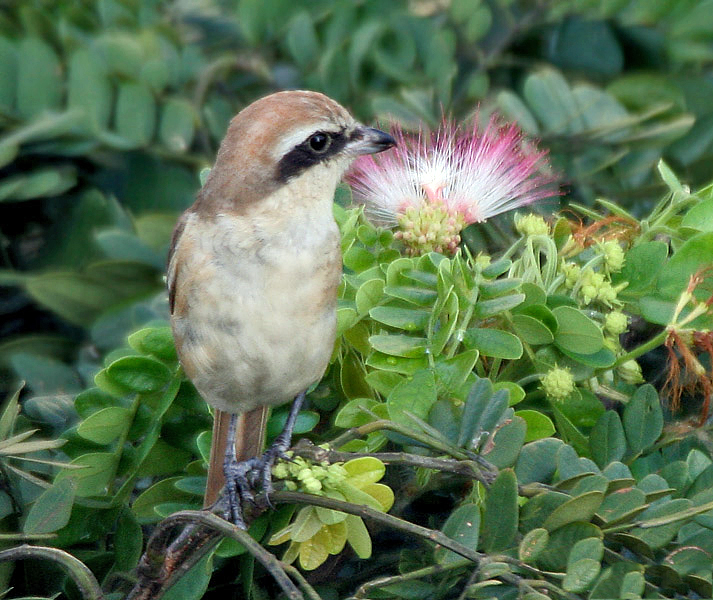